# Susica barymorpha
Susica barymorpha är en fjärilsart som beskrevs av Turner 1942. Susica barymorpha ingår i släktet Susica och familjen snigelspinnare. Inga underarter finns listade i Catalogue of Life.